# Georgia FC
El Georgia FC es un equipo de fútbol de Estados Unidos que juega en la National Independent Soccer Association, tercera división nacional.

## Historia
Fue fundado en el año 2024 en la ciudad de Dalton, Georgia con el nombre Georgia Lions SC como uno de los equipos de expansión de la National Independent Soccer Association para la temporada 2024.
El 3 de abril de 2024 se anunció que el club cambió de propietarios y pasó a llamarse Georgia FC justo antes de iniciar la temporada y se mudaron a Atlanta, Georgia.